# Everetts spetsekorre
Everetts spetsekorre (Urogale everetti) är ett däggdjur i familjen spetsekorrar och den enda arten i sitt släkte. Namnet syftar på den brittiska samlaren Alfred Hart Everett (1848-1898).

## Kännetecken
Djuret skiljer sig från andra spetsekorrar genom den förlängda nosen samt den yviga svansen som jämnt är täckt med hår. Pälsen är på ovansidan brunaktig och ofta finns en orange strimma tvärs över axlarna, buken är orangeröd. Pälsfärgen varierar ganska mycket mellan olika populationer. Med en kroppslängd mellan 17 och 22 centimeter (utan svans) och en vikt omkring 350 gram är Everetts spetsekorre en av de större arterna i familjen. Svanslängden är 12 till 17 centimeter. I överkäken är andra paret av framtänderna förstorade och de liknar hörntänder i utseende.

## Utbredning och habitat
Arten lever på ön Mindanao som tillhör Filippinerna samt på några mindre öar i samma region. På Mindanao vistas arten i bergstrakter mellan 750 och 2250 meter över havet. Habitatet utgörs av fuktiga skogar och buskskogar. Arten kan i viss mån anpassa sig till landskapsförändringar som dock bör vara måttliga.
På Filippinerna finns bara två arter till av spetsekorrar som lever på Palawan.

## Levnadssätt
Everetts spetsekorre har bra förmåga att gå på mark eller på trädens grenar. Liksom de flesta andra spetsekorrar är den aktiv på dagen.
Djurets framtänder påminner mer om hörntänder. Därför har den huvudsakligen animalisk föda som insekter, daggmaskar och mindre ryggradsdjur som möss eller ödlor, men den äter även frukter.
Everetts spetsekorre bygger bon på marken eller i bergssprickor. Efter dräktigheten som varar i cirka åtta veckor föder honan en eller två ungar. Som hos andra spetsekorrar får ungarna sällan di, bara en gång per dag eller varannan dag. Ungarna dias ungefär fem veckor. Livslängden går upp till 12 år.

## Hot
Liksom andra djur som lever på Filippinerna hotas arten av skogsavverkningar. Den betraktades en tid av IUCN som sårbar men listas sedan 2008 som livskraftig.